# Centre d'Åland
El Centre d'Åland (en suec Åländsk Center) és un partit polític de caràcter centrista i agrari de les Illes Åland.
A les eleccions del 2023, el partit va obtenir el 21,2% dels vots populars i 7 dels 30 escons del Parlament d'Åland.

## Resultats electorals

### Parlament d'Åland[3]
| Any  | Vots  | %     | Escons  | +/- | Pos. | Govern   |
| ---- | ----- | ----- | ------- | --- | ---- | -------- |
| 1979 | 3.954 | 42,34 | 14 / 30 | Nou | 1r   | N/D      |
| 1983 | 3.704 | 35,62 | 11 / 30 | 3   | 1r   | N/D      |
| 1987 | 3.063 | 28,73 | 9 / 30  | 2   | 1r   | Coalició |
| 1991 | 3.242 | 30,16 | 10 / 30 | 1   | 1r   | Coalició |
| 1995 | 3.118 | 27,78 | 9 / 30  | 1   | 1r   | Coalició |
| 1999 | 3.292 | 27,32 | 9 / 30  | =   | 2n   | Coalició |
| 2003 | 2.980 | 24,14 | 7 / 30  | 2   | 1r   | Coalició |
| 2007 | 3.107 | 24,23 | 8 / 30  | 1   | 2n   | Coalició |
| 2011 | 3.068 | 23,65 | 7 / 30  | 1   | 1r   | Coalició |
| 2015 | 2.984 | 21,60 | 7 / 30  | =   | 2n   | Oposició |
| 2019 | 3.970 | 27,84 | 9 / 30  | 2   | 1r   | Coalició |
| 2023 | 2.983 | 21,2  | 7 / 30  | 2   | 2n   | Coalició |

### Eleccions locals
| Any  | Vots  | %    | Regidors |
| ---- | ----- | ---- | -------- |
| 1995 | 2.561 | 22,5 | 52       |
| 1999 | 2.866 | 23,5 | 58       |
| 2003 | 2.692 | 21,4 | 49       |
| 2007 | 2.527 | 20,1 | 39       |
| 2011 | 2.659 | 19,7 | 39       |
| 2015 | 2.893 | 19,8 | 36       |